# Furcraea niquivilensis
Furcraea niquivilensis ist eine Pflanzenart aus der Gattung Furcraea in der Unterfamilie der Agavengewächse (Agavoideae). Das Artepitheton niquivilensis verweist auf das Vorkommen der Art beim mexikanischen Ort Niquivil.

## Beschreibung

### Vegetative Merkmale
Furcraea niquivilensis wächst baumförmig mit nicht verzweigten Stämmen von 1 bis 3 Metern Höhe und einer Breite von 30 bis 40 Zentimetern, die mit alten, trockenen Laubblättern bedeckt sind. Die Blattrosette erreicht einen Durchmesser von 4 bis 5 Meter. Die 80 bis 150 aufrechten, lanzettlichen Laubblätter sind faserig und ledrig. Ihre grüne, beiderseits raue oder sandpapierartige  Blattspreite ist 190 bis 210 Zentimeter (selten ab 170 Zentimeter) lang und 12 bis 14 Zentimeter breit. An der Blattbasis beträgt die Breite nur 7 bis 8,5 Zentimeter. An der Blattspitze befindet sich ein dunkel kastanienbraunes, 1 bis 4 Millimeter langes aufgesetztes Spitzchen. Am geraden Blattrand sitzen vorwärts gerichtete oder basal aufrechte Zähne. Die kastanienbraunen, herablaufenden Zähne sind an ihrer Basis gelblich und befinden sich auf kleinen Vorsprüngen. Sie sind 5 bis 6 Millimeter (selten bis zu 8 Millimeter) lang und an ihrer Basis 3 bis 4 Millimeter breit. In der Blattmitte stehen die Randzähne 2 bis 4 Zentimeter (selten ab 1 Zentimeter) voneinander entfernt.

### Generative Merkmale
Der pyramidale, fein flaumenhaarige Blütenstand erreicht eine Höhe von 6 bis 9 Meter. Die bis zu 230 Zentimeter langen Teilblütenstände tragen Bulbillen von 5,5 bis 6,5 Zentimeter (selten ab 4 Zentimeter) Länge und 4,5 bis 6 Zentimeter (selten 3 bis 6,5 Zentimeter) Breite. Die bis zu dritt zusammen stehenden Blüten weisen eine Länge von 75 bis 80 Millimeter (selten ab 70 Millimeter) auf. Sie stehen an 5 bis 10 Millimeter langen, fein flaumhaarigen Blütenstielen. Ihre grünlich weißen, länglich elliptischen Perigonblätter sind auf ihrer Außenseite rötlich überhaucht. Sie sind 40 bis 45 Millimeter (selten bis 30 Millimeter) lang und 11 bis 14 Millimeter breit. Die Perigonblätter sind kahl, jedoch an den überlappenden Teilen der inneren Perigonblätter papillös. Die Staubfäden sind 20 bis 25 Millimeter lang. Der grüne, zylindrische und fein flaumhaarige Fruchtknoten weist eine Länge von 35 bis 38 Millimeter auf und ist 4 bis 6 Millimeter breit. Der an seiner Basis erweiterte, dreikantige, papillöse Griffel ist 25 bis 28 Millimeter lang.
Über die Früchte und Samen ist nichts bekannt.

## Systematik und Verbreitung
Furcraea niquivilensis ist im südöstlichen mexikanischen Bundesstaat Chiapas in Höhenlagen von 1800 bis 2650 Metern verbreitet. Sie ist nur kultiviert aus der Nähe von Siedlungen bekannt.
Die Erstbeschreibung durch Abisai Josue García-Mendoza wurde 1999 veröffentlicht. Furcraea niquivilensis wird in der Gattung in die Sektion Furcraea eingeordnet.

## Nachweise